# Dom Pérignon
Дом Перињон (фр. Dom Pérignon; IPA:  [за француски]) бренд је винтиџ шампањца који производи шампањара Моет е Шандон, чији је најпрестижнији шампањац. Назван је по Дому Перињону, бенедиктинском монаху који је био важан пионир на пољу квалитета ове врсте вина, али који није — насупрот више популарних митова — открио метод прављења пенушавог вина шампањац.

## Историја
Дом Пјер Перињон (1638—1715) био је монах и управник подрума бенедиктинске опатије у Отвилеру. Постао је пионир бројних винарских техника око 1670. године — исте укључују прво мешање грожђа на начин којим се побољшава квалитет вина, балансира један елемент са другима како би се направила боља целина и решио низ постојећих несавршености; усавршавање уметности производње чистих белих вина од црног грожђа паметном манипулацијом преса; повећавање тенденције свих вина-шампањаца да задрже свој природни шећер како би се природно изазвала секундарна ферментација у пролеће; принцип за тачно одлучивање када да се ова вина разливају у боце како би се задржали мехурићи. Такође је у процес увео плуто (којим је замењено дрво) које се причвршћавало за боце врпцом од конопље намоченом у уље како би вина дуже остала свежа и пенушава, те користио дебље стакло како би се боце ојачале (пре тога у то време су биле склоне да експлодирају). Унапређивање производње пенушавих вина као главног стила производње у индустрији шампањца јавља се постепено у 19. веку, више од века од смрти Дома Перињона.
Дом Перињон је у производњу шампањца увео први престижни киве (фр. cuvée), идеју коју је предложио енглески винар Лоренс Вен. Први винтиџ Дом Перињон потиче из 1921. године, а у продају је изашао тек 1936. године — када је отпловио за Њујорк на лајнеру (путничком броду) СС Норманди. Бренд, неексплоатисан, шампањара Мерсје је дала Моету 1927. године за венчање чланова две породице.
Године 1935, 300 флаша винтиџа из 1926. који је претеча Дом Перињона продато је Сајмон бросу (енгл. Simon Bros. & Co.), компанији која је увозила Моет у Уједињено Краљевство и делила по две боце сваком сваком од својих 150 најбољих купаца у знак обележавања стогодишњице оснивања. Иако су ове воце биле готово идентичне наредним издањима Дом Перињона, на њима није било приказано име Дом Перињон него натпис „Шампањац специјално достављен бродом за стогодишњицу Сајмон брадерса 1835—1935” (енгл. Champagne specially shipped for Simon Brothers & Co's Centenary 1835–1935). Вино је моментално задобило пажњу у маркетима и око 100 кутија винтиџа из 1921. допремљено је у УК недуго након првих 300 боца, сада са именом Дом Перињон. Џејмс Бјуканан Дјук, милијардер који је основао Америчку дуванску компанију, за себе је наручио 100 боца. 17 боца продатих на аукцији у Кристису (Њујорк Сити) јуна 2004. је део ове наруџбе (Дорис Дјук, милијардерова ћерка, чувала их је у свом подруму). Тренутни (2017) управник подрума Дом Перињона, Ричард Џефрој — који је шеф де кав за Дом Перињон још од 1990, винтиџ из 1921. године (први комерцијални Дом Перињон) описао је фебруара 2004. на следећи начин:
1921, митски винтиџ за прво комерцијално издање Дом Перињона. Мали усев (због озбињног пролећног мраза), након излагања дугом, врелом лету, дао је један од најбољих винтиџа икад. Изузетно бледо за своје доба, вино показује интригантан буке пржене сандаловине, ваниле, меда, пралине и марципана. [...] Кључна одлика је огромна истрајност сувих орашастих окуса. Свеукупно, модел баланса и концентрације.
Све до винтиџа из 1943, Дом Перињон се производио из регуларних винтиџа шампањаре Моет е Шандон која је прешла на специјалне флаше у стилу 18. века након што је проширила подруме. Према томе је ово ефективно онотек издање винтиџ шампањца Моет и Шандон у различитим боцама. Од бербе за винтиџ 1947, Дом Перињон се производио засебно од почетка.
Године 1971, шах Ирана (Мохамед Реза Пахлави) наручио је неколико боца првог винтиџа Дом Перињон розе (1959) за Прославу 2.500 година Персијске империје. Боца овог шампањца, из ове наруџбе, продата је на аукцији 2008. године за 24.758 евра.
Године 1981, Дом Перињон је одабран за венчање леди Дајане Спенсер и принца Чарлса. Магнуми Дом Перињон винтиџа 1961 служеног тог 29. јула имали су специјалне инсигније направљене само за ову церемонију.

## Бербе
Дом Перињон је увек винтиџ (винтеџ, вентаж) шампањац, што значи да се не прави током слабородних година и да се све грожђе које се користи за производњу вина бере исте године.
Од 1921. до 2012. године, шампањац Дом Перињон је произведен у 45 берби. Више од две године бербе заредом су биле веома ретка појава; до 2004. ово је забележено само три пута: 1969—70—71; 1998—99—00; 2002—03—04. Година 2005. је била прва кад је произведен четврти узастопни винтиџ.

### Винтиџи 1921—2006.
45 белих Дом Перињон винтиџа до 2012. године:
1. 1921
2. 1926
3. 1928
4. 1929
5. 1934
6. 1943
7. 1947
8. 1949
9. 1952
10. 1953
11. 1955
12. 1959
13. 1961
14. 1962
15. 1964
16. 1966
17. 1969
18. 1970
19. 1971
20. 1973
21. 1975
22. 1976
23. 1978
24. 1980
25. 1982
26. 1983
27. 1985
28. 1988
29. 1990
30. 1992
31. 1993
32. 1995
33. 1996
34. 1998
35. 1999
36. 2000
37. 2002
38. 2003
39. 2004
40. 2005
41. 2006
42. 2008
43. 2009
44. 2010
45. 2012

#### Розе винтиџи 1959—2005.
Од 1959. године такође се производи розе верзија Дом Перињона.
24‡ бела Дом Перињон розе винтиџа до 2005. године:
1. 1959
2. 1962
3. 1964
4. 1966
5. 1969
6. 1971
7. 1973
8. 1975
9. 1978
10. 1980
11. 1982
12. 1985
13. 1986‡
14. 1988
15. 1990
16. 1992
17. 1993
18. 1995
19. 1996
20. 1998
21. 2000
22. 2002
23. 2003
24. 2004
25. 2005[11]

‡ Године 1986. је једини розе винтиџ где бела верзија није произведена.

## Ограничена издања
Произвођач је током периода пословања сарађивао са разним личностима (уметницима, дизајнерима и сл.); направљена су ограничена издања, са посебним дизајном амбалаже. Попис личности на неким од ограничених издања дат је у табели испод.
| Година винтиџа | Личност               |
| -------------- | --------------------- |
| 2000.          | Енди Ворхол           |
| 2002.          | Енди Ворхол           |
| 2003.          | Дејвид Линч           |
| 2004.          | Ајрис ван Херпен      |
| 2004.          | Џеф Кунс              |
| 2006.          | Мајкл Ридел           |
| 2006.          | Леди Гага             |
| 2006.          | Бјерк и Крис Канингам |
| 2008.          | Лени Кравиц           |
| 2009.          | Токуџин Јошиока       |
| 2010.          | Леди Гага             |

## Стил
Дом Перињон је увек синтеза пино ноар и шардоне грожђа, с тим да коначни састав мења сваки винтиџ: повремено је мешавина била савршено једнаких омера (нпр. розе 1990), повремено 60% шардоне (1982) или 60% пино ноар (1969), а само једном са изнад 60% прве или друге сорте (65% шардоне 1970). Према манифесту и блогу Ричарда Џефроја: „Дом Перињон изражава своју прву пленитуду након седам година у подруму.”; друга пленитуда је 12—15 година након бербе (први онотек излазак), а трећа после око 30—40 година (други онотек излазак). Грожђе које улази у мешавину долази из најквалитетнијих, најосунчанијих винограда. Серина Сатклиф каже: „Старењем, Дом Перињон поприма потпуно заводљив буке свежег и кафе, један од најинтригантнијих мириса за шампањац.”

## Тренутна производња
Број боца које се произведу за поједини винтиџ није прецизно дефинисан и мења се од бербе до бербе (најмање се говори о 2 милиона или 4 милиона уз 800 хиљада розеа).
Августа 2017, издање Дом Перињон винтиџа је било из бербе 2006. године (41. по реду) а Дом перињон розе винтиџа из бербе 2005. године (25. по реду).

## Аукцијско тржиште
Дом Перињон се често продаје на винским аукцијама. Недавни талас постављања рекорда аукцијских цена почео је 2004. године, продајом колекције Дорис Дјук у познатој њујоршкој кући Кристис (енгл. Christie's). Три флаше Дом Перињона 1921 продате су за 24.675 долара. Године 2008, две аукције које је одржао Акер Мерал ен Кондит такође су оставиле трага у богатој историји Дом Перињона; три магнума (1,5 L) Дом Перињон онотека (1966, 1973 и 1976) продате су за 93.260 долара у Хонгконгу, а пар боца легендарног Дом Перињон винтиџа 1959 продат је за 84.700 долара у Њујорку. Произведено је само 306 боца Дом Перињон розе винтиџа 1959, а ниједна није продата. Године 1971, шампањац је служен у Персеполису на раскошним свечаностима поводом обележавања 2500. годишњице оснивања Персијске империје (Кир Велики је 550. п. н. е. основао династију Прву Персијску империју покоривши Мидију, Лидију и Вавилонију).
Дана 17. априла 2010. године, постављен је нови рекорд за продају боце вина у Британији — према Дејли телеграфу. Купац је морао да издвоји више од 35.000 фунти за куповиину метузалема (6 L) шампањца Дом Перињон роуз голд [златни розе] 1996. Ова трансакција је обављена у хотелу „Вестбери” на забави која је попратила снимање новог филма, Буги вуги (енгл. Boogie Woogie).

### Цитирана библиографија
- Sutcliffe, Serena (1988). A Celebration of Champagne. Mitchell Beazley. ISBN 978-0-85533-697-4.